# سهل مل
سهل ميل هو سهل في أذربيجان يقع على ضفة نهر أراس ويمتد إلى إيران. يقع سهل مل في الجزء الجنوبي الغربي من الأراضي المنخفضة المُسماة (كور-أراز)، حيث يلتقي نهرا كورا وأراز. تقع المنطقة بين الضفة اليمنى لنهر كورا والضفة اليسرى لنهر أراز. الجزء الشمالي الشرقي من السهل أقل من مستوى سطح البحر. وفي الجنوب الغربي، تغطي الرمال والحصى هذه المناطق. أكثر من 40 في المائة من الارتفاع في السهل هو 0-100 متر، و25 في المائة - 100-200 متر فوق مستوى سطح البحر، و35 في المائة - الارتفاع المطلق أقل من 0 متر. ينخفض الارتفاع المطلق حوالي 8 أمتار إلى الشمال (إلى نهر كورا) ويتراوح ما بين 200 إلى 250 إلى الغرب (سهل الحرمي). تشمل السهل بشكل رئيسي مناطق قضاءي إميشلي وبيلاغان. النشاط الزلزالي مرتفع لأن السهل يقع على الحدود المتقاربة للحزام الجبلي الألبي الهيمالايا.

## طالع أيضًا
- أران